# 历史书 (圣经)
歷史書是構成基督教《舊約聖經》主要的部分之一。包括以下12卷书（天主教和东正教包括其他书），所记载的是以色列人进入迦南地以后的事。
- 《約書亞記》記載摩西的後繼者約書亞的生平；
- 《士師記》記載人民背叛造物主，經由士師拯救的故事；
- 《路得記》記載摩押寡婦路得跟隨婆婆拿俄米回到以色列的經過，及她後來所得到的祝福；
- 《撒母耳記上下》（描寫掃羅和大衛的王朝時代；
- 《列王紀上下》和《歷代志上下》記載從所羅門統治的時代一直到猶太人成為巴比伦的階下囚為止的故事；
- 《以斯拉記》、《尼希米記》和《以斯帖記》傳述後來的以色列故事。

天主教和东正教还包括：《马加比一书》等书，记载了马加比起义和光明节由来等内容。
犹太教希伯来圣经正典《塔纳赫》的分類方式不同，將这些书卷分在两类里：
- 《前先知书》：约书亚记、士师记、撒母耳记上下、列王纪上下
- 《圣录》：路得记、历代志上下、以斯拉记、尼希米记、以斯帖记（此外《圣录》还包括《詩歌智慧書》和《但以理书》）